# Anoteropsis urquharti
Anoteropsis urquharti är en spindelart som först beskrevs av Simon 1898.  Anoteropsis urquharti ingår i släktet Anoteropsis och familjen vargspindlar. Inga underarter finns listade i Catalogue of Life.